# USA for Africa
USA for Africa (United Support of Artists for Africa) was een eenmalige muzikale samenwerking tussen bekende Amerikaanse popmuzikanten om geld in te zamelen tegen de honger in Ethiopië.

## Geschiedenis
USA for Africa is ontstaan naar een idee van Harry Belafonte om geld in te zamelen voor de hongersnood in Ethiopië door het samenstellen van een band met voornamelijk zwarte artiesten. Het idee is ontwikkeld door producent Ken Kragen naar het voorbeeld van Band Aid, een band bestaande uit voornamelijk Britse en Ierse artiesten die aan het einde van 1984 met "Do They Know It's Christmas?" eveneens geld inzamelden voor de hongersnood.
Michael Jackson en Lionel Richie schreven voor USA for Africa het nummer "We Are the World", dat werd geproduceerd door Quincy Jones. Op 28 januari 1985 werd het nummer opgenomen en op 7 maart werd het uitgebracht als single. Deze single behaalde wereldwijd de nummer 1-positie en is een van de meest verkochte liefdadigheidssingles ooit. In 1986 won de single twee Grammy Awards in de categorieën Record of the Year en Song of the Year. In april werd een gelijknamig album uitgebracht waarop, naast het nummer zelf, negen niet eerder verschenen nummers van diverse artiesten staan. Een van deze artiesten was Prince, die niet deelnam op de single "We Are the World".
Op 25 mei 1986 vond een ander project van USA for Africa plaats, onder de naam Hands Across America. Die middag stonden ongeveer 6,5 miljoen mensen hand in hand om een menselijke ketting van het oosten naar het westen van de Verenigde Staten te vormen. Voor dit project werd er ook een gelijknamig nummer opgenomen.
In 2010 werd een nieuwe versie van "We Are the World" opgenomen onder de titel "We Are the World 25 for Haiti", waarbij de opbrengsten gingen naar de slachtoffers van de aardbeving in Haïti die zich eerder dat jaar voordeed.

## Meewerkende artiesten
| - Dan Aykroyd - Harry Belafonte - Lindsey Buckingham - Kim Carnes - Ray Charles - Bob Dylan - Sheila E. - Bob Geldof - Daryl Hall - James Ingram - Jackie Jackson - La Toya Jackson - Marlon Jackson - Michael Jackson | - Randy Jackson - Tito Jackson - Al Jarreau - Waylon Jennings - Billy Joel - Cyndi Lauper - Huey Lewis & the News - Kenny Loggins - Bette Midler - Willie Nelson - John Oates - Jeffrey Osborne - Steve Perry | - Anita Pointer - Bonnie Pointer - June Pointer - Ruth Pointer - Lionel Richie - Smokey Robinson - Kenny Rogers - Diana Ross - Paul Simon - Bruce Springsteen - Tina Turner - Dionne Warwick - Stevie Wonder |

## Verwante projecten
- Band Aid (sinds 1984)
- Farm Aid (sinds 1985)
- Hear 'n Aid (1985)

## Hitnoteringen
"We Are the World" stond in 1985 wekenlang op de eerste plaats over de gehele wereld. In Nederland was de single op donderdag 21 maart 1985 TROS Paradeplaat en op vrijdag 22 maart 1985 Veronica Alarmschijf op Hilversum 3 en bereikte de nummer 1-positie in zowel de Nederlandse Top 40 als de Nationale Hitparade en de TROS Top 50. Ook in de Europese hitlijst op Hilversum 3, de TROS Europarade, werd de nummer 1-positie bereikt.
Ook in België werd de nummer 1-positie bereikt in zowel de Vlaamse Ultratop 50 als de Vlaamse Radio 2 Top 30.

### Nederlandse Top 40
| Single met eventuele hitnotering(en) in de Nederlandse Top 40 | Datum van verschijnen | Datum van binnenkomst | Hoogste positie | Aantal weken | Opmerkingen |
| ------------------------------------------------------------- | --------------------- | --------------------- | --------------- | ------------ | --- |
| We Are the World                                              | 1985                  | 30-03-1985            | 1(6wk)          | 16           | Hit van het jaar 1985 / Best verkochte single van 1985 / Veronica Alarmschijf Hilversum 3 / TROS Paradeplaat Hilversum 3 |

### NPO Radio 2 Top 2000
| Nummer met noteringen in de NPO Radio 2 Top 2000 | '99 | '00 | '01 | '02 | '03  | '04  | '05  | '06  | '07  | '08  | '09  | '10  | '11  | '12  | '13  | '14  | '15  | '16  | '17  | '18  | '19  | '20-'23 | '24  |
| ------------------------------------------------ | --- | --- | --- | --- | ---- | ---- | ---- | ---- | ---- | ---- | ---- | ---- | ---- | ---- | ---- | ---- | ---- | ---- | ---- | ---- | ---- | ------- | ---- |
| We Are the World                                 | 336 | 774 | 631 | 975 | 1252 | 1107 | 1671 | 1821 | 1770 | 1481 | 1518 | 1499 | 1802 | 1726 | 1568 | 1739 | 1585 | 1767 | 1986 | 1717 | 1743 | -       | 1680 |

1. ↑  Een '-' betekent dat het nummer niet was genoteerd en een vetgedrukt getal geeft de hoogste notering aan.

## Documentaire
Bijna veertig jaar later blikte een aantal artiesten terug in de documentaire ‘The Greatest Night in Pop’.